# Уралець
Ура́лець (рос. Уралец) — селище у складі Нижньотагільського міського округу Свердловської області.
Населення — 1425 осіб (2010, 1577 2002).
До 12 жовтня 2004 року селище мало статус селища міського типу.